# Hayley Jones
Hayley Jones (ur. 14 września 1988) – brytyjska lekkoatletka specjalizująca się w biegach sprinterskich.
Na arenie międzynarodowej zadebiutowała w 2006, kiedy zajęła 6. miejsce w sztafecie 4 × 100 metrów na mistrzostwach świata juniorów w Pekinie. Rok później zdobyła dwa złote medale i jedno srebro podczas juniorskich mistrzostw Europy. Uczestniczka mistrzostw Starego Kontynentu (2010, 2012). W 2013 zdobyła brąz w sztafecie 4 × 100 metrów na mistrzostwach świata w Moskwie. Medalistka mistrzostw Wielkiej Brytanii.

## Osiągnięcia
| Rok  | Impreza                     | Konkurencja | Miejsce                 | Lokata     | Wynik (s) |
| ---- | --------------------------- | ----------- | ----------------------- | ---------- | --------- |
| 2006 | Mistrzostwa świata juniorów | Pekin       | sztafeta 4 × 100 metrów | 6. miejsce | 44,74     |
| 2007 | Mistrzostwa Europy juniorów | Hengelo     | bieg na 200 metrów      | 1. miejsce | 23,37     |
| 2007 | Mistrzostwa Europy juniorów | Hengelo     | sztafeta 4 × 100 metrów | 1. miejsce | 44,52     |
| 2007 | Mistrzostwa Europy juniorów | Hengelo     | sztafeta 4 × 400 metrów | 2. miejsce | 3:37,29   |
| 2010 | Mistrzostwa Europy          | Barcelona   | sztafeta 4 × 100 metrów | eliminacje | 44,09     |
| 2012 | Mistrzostwa Europy          | Helsinki    | sztafeta 4 × 100 metrów | –          | DSQ       |
| 2013 | Mistrzostwa świata          | Moskwa      | sztafeta 4 × 100 metrów | 3. miejsce | 42,87     |

## Rekordy życiowe
- Bieg na 60 metrów (hala) – 7,31 (2013)
- Bieg na 100 metrów – 11,31 (2013)
- Bieg na 200 metrów – 23,29 (2013)